# České a moravské malířky krajin

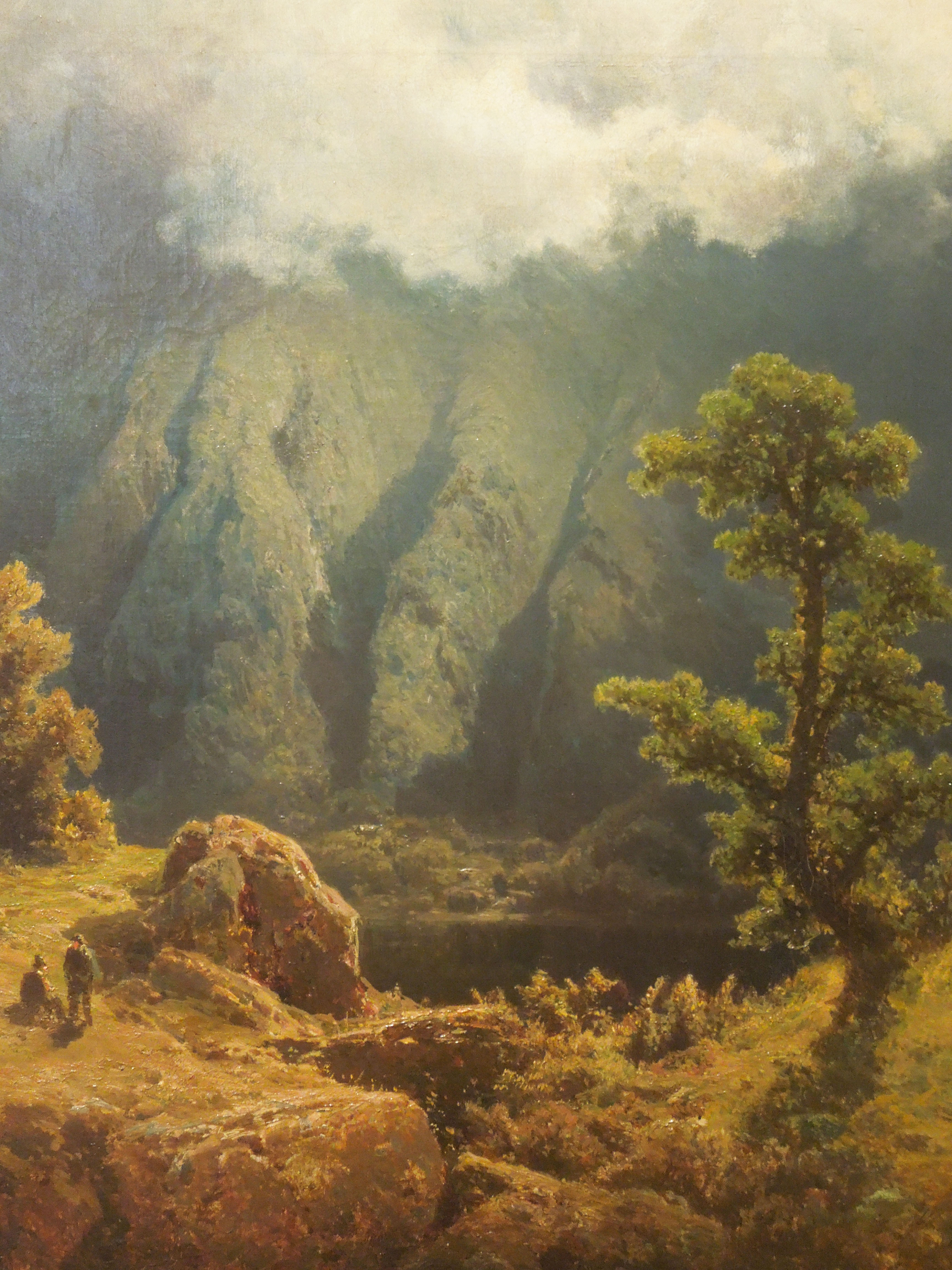
Charlotta Piepenhagenová, Jezero v horách

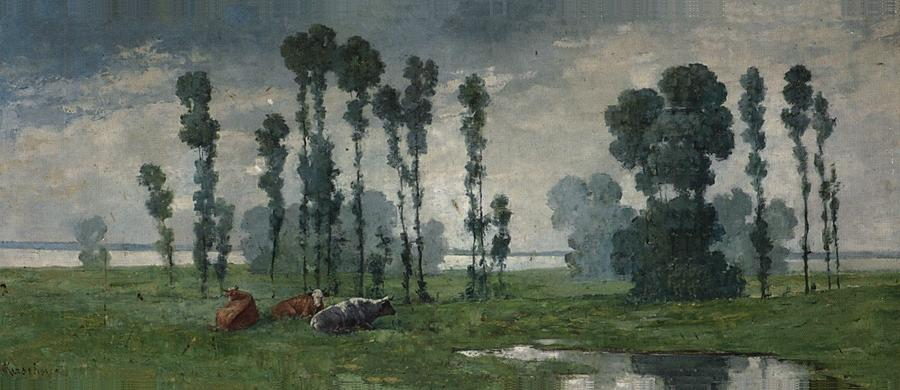
Marie Kirschner, Krajina s řekou

Česká krajina se v dílech umělecky nadaných žen nejdříve objevila v grafických listech. Na začátku 19. století si především techniku leptu oblíbily ženy ze šlechtických rodů. Byly ještě diletantky. První dosáhla profesionálního vzdělání od svého otce Amalie Mánesová (1817–1883), která malovala romantické krajiny olejem a akvarelem na úrovni svých bratrů, Josefa a Quida. I další malířku krajin Charlottu Piepenhagenovou (1821–1902) vzdělával její otec a byla pokračovatelkou jeho chmurnějšího, ale velmi oblíbeného stylu. U Augusta Bedřicha Piepenhagena se učila i Marie Kirchnerová (1852–1931), ale vzdělávala se také v Paříži a přispěla ke změnám v české krajinomalbě. Její kamarádka Zdeňka Braunerová (1858–1934) získala první zkušenosti s krajinomalbou od Antonína Chittussiho. Kromě české krajiny malovala okolí Paříže i moravskou krajinu. Pepa Mařáková (1872–1907), dcera Julia Mařáka, chodívala kreslit s jeho žáky do plenéru. Několik žáků jejího otce si po absolvování Akademie založilo soukromé krajinářské školy. Významná byla Slavíčkova škola, kde studovaly žačky Růžena Zátková (1885–1923), Sláva Tonderová (1888–1946), Božena Jirásková (1880–1951) nebo Ada Hodáčová (1888–1946). Ve škole Aloise Kalvody studovala Milena Šimková-Elgrová (1898–1977), Marta Drábková-Rožánková (1882–1958), Anna Plesingerová-Božinová (1883-1977) nebo Milada Šindlerová (1875–1941). K prvním moravským krajinářkám patřila Zdeňka Vorlová Vlčková (1872–1954), která malovala hlavně okolí svého rodného Velkého Meziříčí, brněnská grafička Helena Bochořáková (1894–1980) po problémech s očima se rozhodla jen malovat a malovala krajinu kolem brněnské přehrady. Další dvě malířky byly žačky Vratislava Nechleby na AVU a to slezská malířka Helena Salichová (1895–1975) a z Valašského Meziříčí Marie Bognerová (1931–1997). Valašská krajina inspirovala i brněnskou malířku Jiřinu Hartingerovou (1941) svou poezií a náladami k fantazii a k abstrakci.

## Grafičky a malířky krajin 19. století
K nejznámějším grafičkám urozeného původu patřila Pavlína ze Schwarzenbergu. Žila v jižních Čechách a své romantické krajiny oživovala postavami. Vytvořila dvě alba pohledů z Čech z roku 1804 a 1805. S ostatními šlechtičnami vystavovala i na pražských výstavách. Další známou grafičkou byla Marie Chotková (1774–1817), která zachytila krajinu kolem Karlových Varů, ústecký kraj zase Marie Černínová (1758–1838). Aloisie Paarová (1783–1861) vyryla do měděných destiček život na panství v Bechyni. Grafický list Isabely Chotkové Krajina s malířkou z roku 1810 je zároveň dokumentem, že malířky už malovaly v plenéru.
V plenéru také malovala malířka Amalie Mánesová, kterou učil malovat její otec Antonín Mánes. Vedl ateliér krajinomalby na Akademii. Malovala olejem nebo akvarelem většinou intimnější záběry krajiny, citlivě a poeticky a na stejné úrovni, jako její bratři. Po smrti otce vyučovala dívky ve vlastní soukromé škole a na její volnou tvorbu jí už nezbyl čas.
I malířku Charlottu Piepenhagenovou učil malovat její otec. Stala se pokračovatelkou jeho chmurnějšího, ale oblíbeného stylu. Malovala jako on především alpské krajiny, a podnikla s otcem Bedřichem Piepenhagenem a sestrou Luisou, také nadanou malířkou, ale malující i jiná témata, cestu za alpskou krajinou v roce 1853 a 1854. Na jednom z výletů vznikla jeho kresba Luisa a Lotta malující před alpskou krajinou. Charlotta v roce 1868 založila soukromou výtvarnou školu pro dívky v Praze.
U Bedřicha Piepenhagena se učila malovat i malířka Marie Louisa Kirschnerová ale i v Paříži u Gilese Duprého. Od roku 1873 začala malovat krajiny. Upřednostňovala motivy z Čech a Moravy a přispěla k nové podobě českého krajinářství. Vystavovala první v Salonu v Paříži, ještě před kamarádkou Zdenkou Braunerovou.

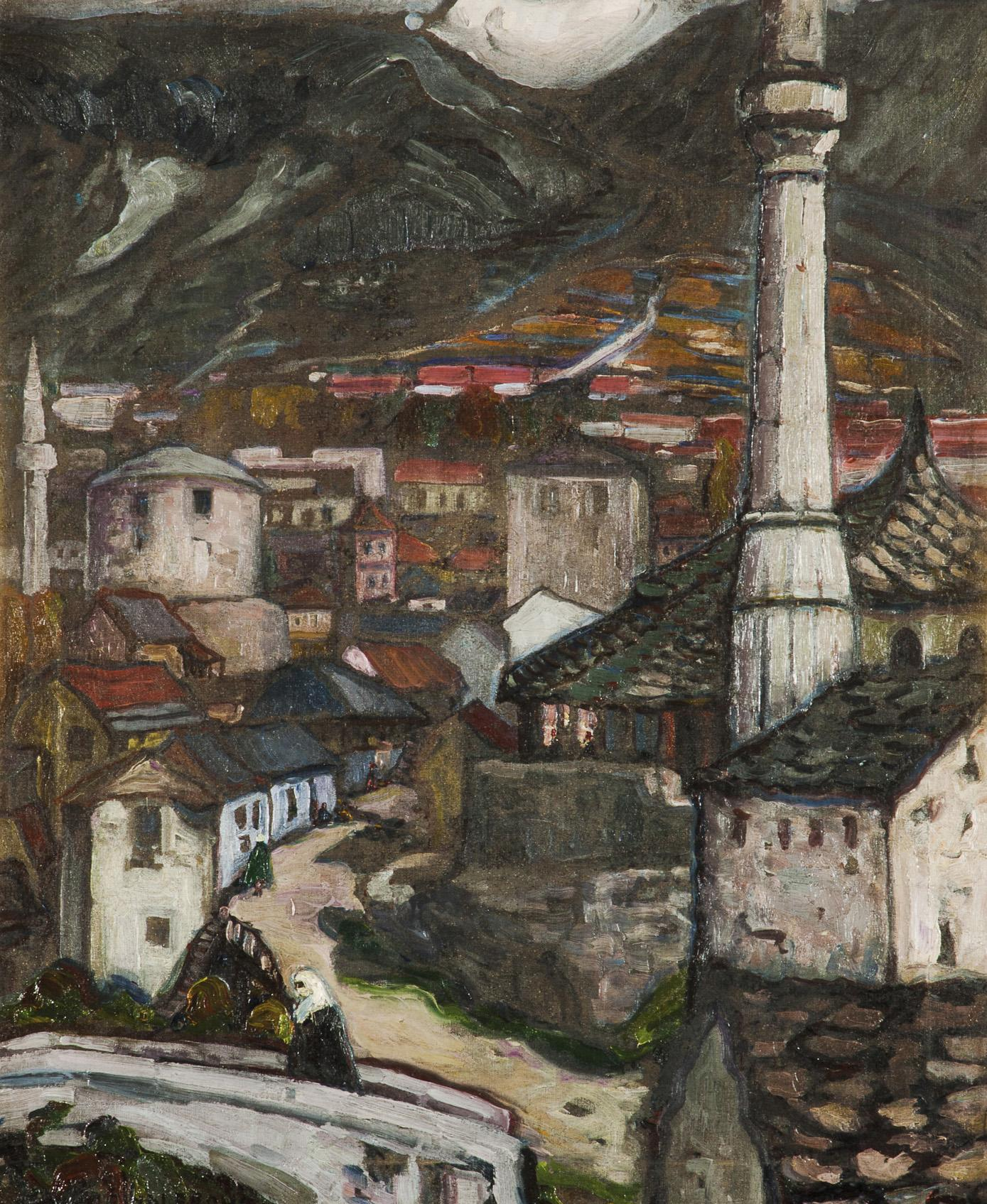
Milada Šindlerová, Španělská scéna

Zdenka Branerová se učila malovat krajiny u vynikajícího krajináře Antonína Chittussiho. Malovala krajinu kolem Roztok u Prahy a tady vznikl její nejvýznamnější obraz Tiché údolí.
Dále se vzdělávala na akademii Collarosi v Paříži a malovala krajinu kolem Samois, kde bydlela její sestra. Od roku 1894 zajížděla často na Moravské Slovácko, kde malovala Mrštíkovy Diváky nebo malovala na Valašsku. Zkušenosti z krajinomalby využila i v úpravě knihy Pohádka máje ve vinětách nebo obalu knihy, kde zachytila Ostrovačice, místo pobytu bratří Mrštíků.
Dcera Julia Mařáka Pepa, kterou učil malovat její otec, chodila často malovat do přírody s otcovými žáky na Akademii. Malovala portréty a figurální malbu a tu dokázala propojit se zkušenostmi v malbě krajin. Tak vznikl pozoruhodný obraz Mystická krajina s mladým jinochem. Po smrti otce vedla soukromou výtvarnou školu.

### Soukromé krajinářské školy Antonína Slavíčka a Aloise Kalvody
Z Mařákových žáků byl jediným na evropské úrovni Antonín Slavíček. Ten si v roce 1903 založil soukromou malířskou školu v Praze, do které chodilo i několik významných žaček.
Růžena Zátková neopustila krajinářství ani po přestěhování se do Říma. Se skupinou latinskoamerických malířů malovala krajinu na Mallorce. Po seznámení s futuristy ráda experimentovala. Technikou asambláže, doplněné malbou, vytvářela různé jevy v přírodě a jejich pohyb. Její konzervativnější sestra Sláva Tonderová, členka Mánesa, malovala energickými tahy bez detailů krajinu v Čechách i v cizině. Božena Jirásková jezdila s manželem do Paříže a malovala francouzskou krajinu. Po návratu zase krajinu českou, už ovlivněná Otakarem Kubínem. Oblíbená Slavíčkova žačka Ada Hodáčová, pokračovatelka jeho stylu, chodila s ním často malovat do okolí Prahy, ale zajížděla i s rodinou za ním do Kameniček. Později se přestěhovala do Brna a byla členkou hodonínského sdružení.
V roce 1900 založil Alois Kalvoda svou soukromou krajinářskou školu, kterou později přestěhoval na do Běhařova na zámeček. Jeho žačka z Brna, Milena Šimková Elgrová, si oblíbila pohledy do dálky na Vysočině, Marta Rožánková Drábková krajinu Beskyd, Hané a Jeseníků. Nadaná žačka Milada Šindlerová se uplatnila v Paříži a Madridu. Anna Plesingerová-Božinová, rozená Cerhová, byla členkou SVU Mánes.

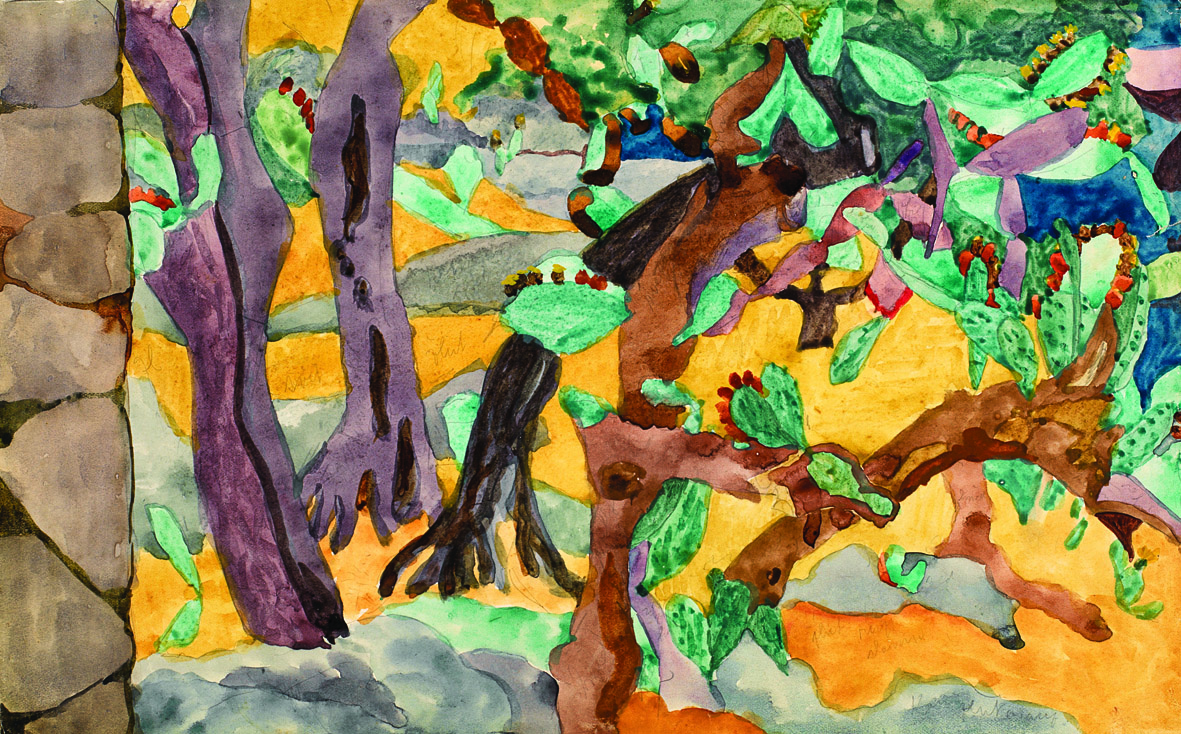
Růžena Zátková, Mallorca

### Moravské malířky krajin
První moravskou malířkou krajinářkou byla Zdenka Vorlová-Vlčková přítelkyně Janáčka i Jurkeviče. Narodila se ve Velkém Meziříčí a studovala ve Vídni a Mnichově. Nejraději malovala svůj rodný kraj olejem nebo akvarelem. V krajině často malovala i koně. Její kresba koně v trysku s jezdkyní a oblaky prachu se přiblížila obrazům futuristů. Malovala i cizí krajiny.
Významná grafička tvořící v Brně, Helena Bochořáková, se po očních problémech byla nucena s grafikou rozloučit a věnovala se malbě krajiny kolem brněnské přehrady. I v tomto oboru se jí dařilo.
Helena Salichová ze Slezska studovala na Akademii v Praze u Vratislava Nechleby. Kromě známých portrétů byl také krajinářem. Helena Salichová malovala především rodný kraj a jeho lid stylem naivního poetismu. Ten se objevuje i v jejích grafikách.
Marie Bognerová z Velkého Meziříčí podobně jako Helena Salichová studovala na AVU u Vratislava Nechleby. Žila ve Valašské Bystřici a malovala krajinu kolem Bystřice. Tady má i pamětní síň se svou tvorbou.
Valašskou krajinu si oblíbila i Jiřina Hartingerová z Brna, pro kterou se stala velkou inspirací jak pro její obrazy kvašem, tak olejem. Krajina podněcuje její fantazii často až k abstrakci.
K moravským malířkám krajin paří i žačka Antonína Slavíčka Ada Hodáčová, která od roku 1911 žila v Brně a Kalvodova v Brně žijící žačka Milena Šimková Elgrová.
Malířky obohatily krajinářskou malbu o citlivé zachycení krajiny, poetické i romantické, prosté a uklidňující, mystické i snové, kubizující i abstraktní, inspirující k experimentům předcházejícím dobu.